# نيكولا مكليان
نيكولا مكليان (بالإنجليزية: Nicola McLean)‏ (ولدت في 16 سبتمبر 1981) هي إحدى عارضي الإغراء، والتلفزيون، والشخصية الإعلامية. كانت متسابقة في أنا من المشاهير... أخرجني من هنا! في عام 2008، وأخبار المشاهير في عام 2012 ومرة أخرى في عام 2017، وشاركت في نيو ستار.

## تصميم
قبل أن تصبح نجمة واقعية، وضعت نيكولا نموذجًا في الصفحة الثالثة من مجلة The Sun بين سبتمبر 1999 ويوليو 2004، وديلي ستار من عام 2000 حتى عام 2006. حصلت على المركز الرابع في استطلاع The Sun لـ «أفضل فتاة في العالم من كل الأزمنة»، بفوزها على سامانثا فوكس، جو هيكس، لايلاني داودنغ، وكاتي برايس التي تم الإعلان عن تنافسها مع مكليان على نطاق واسع.

## التلفزيون
في كثير من الأحيان، أثناء عملها كنموذج ساحر، ظهرت على صفحات تابلويد، وفي الآونة الأخيرة كضيف في البرامج التلفزيونية مثل الحلقة الأضعف (Richard & Judy)، The Big Breakfast ،Test The Nation (WAGs Special) والفتيات الأكثر جاذبية في بريطانيا.
تقاعدت نيكولا من النمذجة في عام 2006 بعد ولادتها. وقررت العودة إلى العمل النمطي، والعمل التلفزيوني، والعمل في أوائل عام 2008. بعد أن طُلب منها الظهور كنجمة رئيسية في الفيلم الوثائقي «القناة الخامسة للتلفزيون». ومنذ ذلك الحين، لعبت دور البطولة في البرنامج التلفزيوني WAGS 'World، عادت إلى مهام عرض الأزياء في فبراير 2008 مع دايلي ستار، كما ظهرت أيضًا في أغلفة ماجستير أكثر. كانت متسابقة في طبعة نوفمبر 2008 من برنامج ITV الواقعي التلفزيوني I'm A Celebrity واشتبكت مع زميلها في المعسكر ديفيد فان داي خلال السلسلة. أصبحت نيكولا الشخصية السابعة التي تم التخلص منها وانتهت في المركز السادس في اليوم 18.
في 22 نوفمبر 2008، تم اختيار نيكولا ماكلين من قبل المصمم ألتيمو لتصميم مجموعتها من الحمالات.
في 5 يناير 2012، أصبحت ماكلين زميلة على قناة Big 5's Celebrity Big Brother. واشتبكت مع عضوة في فريق التمثيل دنيز ويلش، في صف سيء السمعة والتي أطلق عليها اسم «بانتسغيت» من قبل الصحافة والمشاهدين. تم ترشيحها في اليوم السابع من السلسلة، لكنها نجت من هذا الإخلاء في اليوم 9. تم ترشيحها مرة أخرى في اليوم 14، لكنها نجت من هذا الإخلاء في يوم 16. كانت هي سادس خادمة يتم طردها، في اليوم 21 من السلسلة احتلت المركز السابع بشكل عام.
بعد فترة عملها الشهيرة والمثيرة للجدل في فيلم Big Brother، أصبحت ممثلة أساسية ودائمة في العرض بواقع حلقة واحدة بتاريخ 18 سبتمبر 2015، وكان لها خلاف كبير مع نجمة التلفزيون فرح أبراهام.
دخلت نيكولا بين المشاهير للمرة الثانية في يناير 2017 كمختبر All Star. تم ترشيحها للإخلاء في اليوم 20 من السلسلة، لكنها نجت من هذا الإخلاء في اليوم 22. في يوم 25، أصبحت أحد المتأهلين للمنافسة النهائية. في يوم 29، بعد أن نجت من التصويت العام الأخير للمسلسل. خلال المباراة النهائية في يوم 32، احتلت المركز الخامس. عادت إلى بيج برازر 18 كضيف خاص خلال مهمة عمل مع زميلاتها السابقات مارني سمبسون وجيما كولينز. بقيت ماكلين تمثل في فيلم Big Brother المشهور لما مجموعه 56 يومًا، وهي واحدة من أطول فترات امتياز أي شخص مشهور في تاريخ العرض.

## العمل الخيري
كانت نيكولا أحد مؤيدي بيتا. في مايو 2009، شوهدت في مظاهرة في لندن تحمل لافتة تقول "Unhappy Birthday Selfridges! Drop Cruel Foie Gras".

## الحياة الشخصية
ولدت نيكولا في لندن لوالدين اسكتلنديين ولديها أخت واحدة. تزوجت من لاعب كرة القدم توم وليامز في 13 يونيو 2009. ولديها ولدين روكي وستريكر وليامز.

## وصلات خارجية
- نيكولا مكليان على موقع IMDb (الإنجليزية)
- NicolaMcLeanعلى تويتر.